# A nyomorultak (film, 1925)
A nyomorultak (eredeti cím: Les Misérables) Victor Hugo azonos című regénye alapján készült, 1925-ben bemutatott francia némafilm. Rendezte Henri Fescourt.
A film négy részből áll: – Fantine – Cosette – Marius – L'Épopée rue Saint-Denis. 
Franciaországban az első részt 1925. november 25-én, a negyediket 1926. január 15-én mutatták be.

## Szereplők
- Gabriel Gabrio – Jean Valjean
- Sandra Milowanoff – Fantine/Cosette
- Jean Toulout – Javert
- Georges Saillard – Thénardier
- Renée Carl – Mme Thénardier
- Suzanne Nivette – Éponine
- Andrée Rolane – Cosette (kislány)
- François Rozet – Marius
- Charles Badiole – Gavroche
- Paul Jorge – Monseigneur Myriel
- Sylviane de Castillo – Simplice nővér
- Jeanne Marie-Laurent – Mme Magloire
- Paul Guidé – Enjolras
- Henri Maillard – Gillenormand